# Jean a deux mamans
Jean a deux mamans est un album pour enfants d'Ophélie Texier, publié par L'École des loisirs en 2004.

## Synopsis
Jean est un petit louveteau. Il vit avec ses deux mamans, deux louves qui s'aiment.

## Contexte
L'album a paru dans la collection « Les Petites Familles », qui propose des albums pour enfants de 2 à 4 ans décrivant différents types de familles. Ces livres permettent aux enfants de retrouver leur situation : les enfants adoptés (Barnabé a été adopté), les orphelins (Albert vit chez sa grand-mère), les enfants de famille recomposée (Camille a deux familles), les enfants de famille nombreuse (Louise a une famille nombreuse), etc. Les albums sont tous réalisés par Ophélie Texier.

## Réception
Le livre est mis en cause dans un article du Figaro Magazine du 9 septembre 2005, où il est condamné par une pédiatre médiatique, Edwige Antier, qui se prononce contre la représentation de l'homoparentalité pour des jeunes enfants, et réclame le retrait du livre des bibliothèques municipales. 
Une association catholique nommée Femina Europa réclame le boycott de la maison d'édition tant que le livre n'est pas retiré de la vente.
L'Association des bibliothécaires français a rappelé que le devoir des bibliothèques est de « ne pratiquer aucune censure, [de] garantir le pluralisme et l'encyclopédisme culturel des collections ».  

## Affaires proches à l'étranger
Un livre danois de Susanne Bösche publié en 1981, Jenny Lives with Eric and Martin, traduit en anglais en 1983, a provoqué un scandale au Royaume-Uni, participant à l'instauration de la Section 28 en 1988, abrogée en 2003.
Le livre pour enfants Heather Has Two Mommies paru en 1989 est l'un des livres les plus interdits dans les bibliothèques américaines. Il a inspiré l'épisode des Simpson Bart a deux mamans.